# Docker
Docker è un popolare software libero che utilizza la virtualizzazione a livello di sistema operativo per eseguire applicazioni in ambienti isolati chiamati container.
I container Docker sono un'estensione dei container del sistema operativo. Docker supporta sia i container Linux che quelli Windows. È possibile utilizzare Docker con container Linux anche nei sistemi Windows e MacOS grazie a tecniche di virtualizzazione.
Docker Inc. è il nome della società statunitense che cura lo sviluppo e la manutenzione del software.

## Storia
Docker è stato pubblicato nel 2013 dallo sviluppatore statunitense Solomon Hykes, come progetto interno di dotCloud, un'azienda platform as a service, grazie al lavoro di altri ingegneri della stessa azienda tra cui Andrea Luzzardi, Francois-Xavier Bourlet e Jeff Lindsay (come collaboratore esterno). Docker rappresenta l'evoluzione della tecnologia proprietaria di dotCloud, a sua volta realizzato grazie a precedenti software open source come Cloudlets.
Il codice sorgente di Docker è stato distribuito come open source nel marzo 2013. Dopo cinque mesi, la società comunicava i 60 000 download al mese. Il 13 marzo 2014, con l'uscita della versione 0.9, Docker non utilizza più la tecnologia LXC come ambiente di esecuzione predefinito ma una propria libreria chiamata libcontainer, scritta nel linguaggio di programmazione Go. Il 13 aprile 2015 il progetto aveva oltre 20 700 stelle su GitHub rendendolo il ventesimo progetto più seguito dello stesso sito, con più di 4 700 fork e quasi 900 contributori.
Una ricerca di maggio 2015 legata a Kubernetes ha evidenziato le maggiori organizzazioni legate ai contributi sul codice di Docker. In ordine dal maggior numero di contributi: Red Hat (il maggiore contributore, più del team di Docker), il team di Docker, IBM, Google Inc., Cisco Systems e Amadeus IT Group.

## Funzionamento
Nello sviluppo software un container è un contenitore che pacchettizza il codice, le relative librerie e dipendenze, le configurazioni in modo che l'immagine sia completa ed eseguibile.

Docker può utilizzare diverse interfacce per accedere alle funzionalità di virtualizzazione del kernel Linux.

Docker può impacchettare un'applicazione e le sue dipendenze in un container virtuale che può essere eseguito su qualsiasi sistema Linux, Windows o macOS.
Questo consente di utilizzare Docker sia in ambienti on-premise che cloud pubblici o privati.
Quando viene eseguito su Linux, Docker utilizza i container Linux sfruttando le funzionalità di isolamento del kernel.
Un container Docker, a differenza di una macchina virtuale, non include un sistema operativo separato. Al contrario, utilizza le funzionalità del kernel e sfrutta l'isolamento delle risorse (CPU, memoria, I/O a blocchi, rete) e i namespace separati per isolare ciò che l'applicazione può vedere del sistema operativo. Docker accede alle funzionalità di virtualizzazione del kernel Linux o direttamente utilizzando la libreria libcontainer, che è disponibile da Docker 0.9, o indirettamente attraverso libvirt, LXC o systemd-nspawn.
Utilizzando i container le risorse possono essere isolate, i servizi limitati e i processi avviati in modo da avere una prospettiva completamente privata del sistema operativo, col loro proprio identificativo, file system e interfaccia di rete. Più container condividono lo stesso kernel, ma ciascuno di essi può essere costretto a utilizzare una certa quantità di risorse, come la CPU, la memoria e l'I/O.
In sistemi Windows è possibile utilizzare i container Windows.
Docker può utilizzare i container Linux anche in ambienti Windows o macOS tramite una macchina virtuale Linux in cui vengono eseguiti i container.
In Windows è possibile sfruttare WSL per ottenere una macchina virtuale leggera.
In macOS viene utilizzato il toolkit HyperKit.

### Integrazione
Docker può essere integrato in varie infrastrutture, tra cui Amazon Web Services, Ansible, Boinc, CFEngine, Chef, Google Cloud Platform,  IBM Bluemix, Jelastic, Jenkins, Microsoft Azure, NoMachine, OpenStack Nova, OpenSVC, Puppet, Salt, e Vagrant.

### Orchestrazione
Per far interagire tra loro più container Docker, spesso si utilizzano dei software di orchestrazione, come ad esempio Docker Swarm o Kubernetes.

## Vantaggi e svantaggi

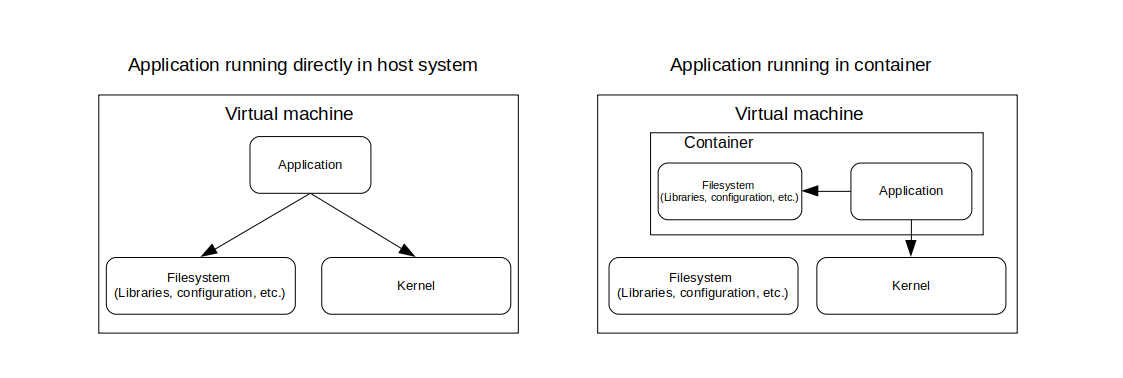
Differenza fra virtualizzazione e OS-level virtualization.

I vantaggi di Docker si misurano in relazione alle macchine virtuali. Infatti, i container sono più leggeri delle macchine virtuali, vengono avviati più velocemente e richiedono meno risorse. Anche le immagini risultano di dimensioni inferiori a quelle delle macchine virtuali. 
Tra gli svantaggi si annovera il fatto che i container non contengono un proprio sistema operativo e quindi i processi in esecuzione non possono essere isolati in maniera perfetta.

## Collaborazioni
- Il 23 luglio 2013 dotCloud Inc., l'entità commerciale dietro Docker, annunciò che l'ex CEO di Gluster and Plaxo Ben Golub si sarebbe unito all'azienda, citando Docker come l'obiettivo principale della società.[32]
- Il 19 settembre 2013 Red Hat e Docker annunciarono un'importante collaborazione su Fedora, Red Hat Enterprise Linux e OpenShift.[33]
- Il 22 gennaio 2014 Docker annunciò che aveva completato un venture capital di serie B da 15 milioni di dollari, guidato dalla Greylock Partners.[34]
- Il 23 luglio 2014 Docker acquistò Orchard, i creatori di Fig.[35]
- Il 16 settembre 2014 Docker annunciò che aveva completato un venture capital di serie C da 40 milioni di dollari, guidato dalla Sequoia Capital.[36]
- Il 15 ottobre 2014 Microsoft ha annunciato l'integrazione di Docker nella successiva versione (2016) di Windows Server e il supporto nativo per il client Docker su Windows.[37][38]
- Il 4 dicembre 2014 IBM ha annunciato una partnership strategica con Docker per permettere alle aziende di creare più efficacemente, velocemente e con costi contenuti la prossima generazione di applicazioni su IBM Cloud.[39]
- Il 22 giugno 2015 è stato annunciato che Docker, CoreOS, IBM, Google, Microsoft, Amazon e altre aziende stanno lavorando su un nuovo standard per i container software indipendente dal sistema operativo.[40]